# Ngawang Gyamtsho
Ngawang Gyamtsho foi um Desi Druk do Reino do Butão, reinou de 1719 até 1729. Foi antecedido no trono por Druk Rabgye, tendo-lhe seguido Mipham Wangpo.